# Angereds teater
Angereds teater är en scen för nyskriven dramatik för barn, ungdom och vuxna och ligger i kulturhuset Blå Stället i Angered i Göteborg.
Teatern driver också skådespelarutbildningen Angereds Teaterskola tillsammans med Folkhögskolan i Angered. 

## Historia
Teatern startades 1978 och hade då i sin ensemble bland andra Sven Wollter. Teatern tillhörde tidigare Göteborgs Stadsteater men är sedan 1996 en fristående teater. 
Bland kända pjäser som spelats på Angereds teater märks Momo, A Clockwork Orange, Ett öga rött, The Mental States of Gothenburg, Cargo och Himmel över Göteborg, Körsbärsträdgården, Brand, Spindelkvinnans kyss, Den perfekta kyssen. Den mest uppmärksammade uppsättningen genom åren är Jorden rör sig! (Galileis liv) av Bertolt Brecht 1980 i regi av Peter Oskarson och med Sven Wollter i huvudrollen.

## Uppsättningar
- 2024
  - Blås av matchen
- 2023
  - Kabul Sthlm Paris
  - En lifetime supply av Capri-Sun
  - Vi som ärvde
- 2022
  - Jag är Betlehem Dawit Isaak (Nypremiär)
- 2021
  - Hemma hos
- 2020
  - Våra viktigaste vuxna
  - Jag är Betlehem Dawit Isaak
- 2019
  - I en särskilt utsatt situation
  - Det explosiva
- 2018
  - Världar av Väntan
  - #DELAMEDDIG
- 2017
  - Klätterbaronen
  - De Andra
- 2016
  - Schh
- 2015
  - Himmel över Göteborg
  - En är ilsken en är rädd en gör allt för att bli sedd
- 2014
  - Revolution
  - Vem bestämmer över Angered
  - Bananhuset
  - Exil Fritt
  - Hemligt
- 2013
  - Cargo
  - Lucy
  - De bedrägliga drömmarnas tid (föreläsningsserie med Clandestino Institut
- 2012
  - Det förlorade paradiset
  - Peggy Pickit ser Guds ansikte
- 2011
  - Fiendes ansikte
  - Pappersgudarna
- 2010
  - Jag är en annan
  - Vessels/Kärl
  - Fjärilspiloterna (på Andra Stället)
- 2009
  - Apberget
  - Brand
- 2008
  - Deadline
  - Don't Mention the War
  - Olga Nilssons (not so) underbara resa genom Sverige (Elevföreställning)
- 2007
  - En måste ju leva
  - Yvonne - Prinsessa
  - Pingvinen
  - Vroom
- 2006
  - The Mental States of Gothenburg
  - Nattpäron
  - Turister & parasiter
  - Tiokronorsflickan
- 2005
  - 100 000 skattefritt
  - Mellan himmel och jord
  - Hejdå Fantomen!
  - Millas resa
- 2004
  - Brev till en ängel
  - Dom älskar mig, dom älskar mig!
  - Ett öga rött
  - Älskar, älskar inte
- 2003
  - Hamlet (Elevföreställning)
  - I skuggan av en diktator
  - De primitiva
  - Brel
  - Bukowski - Lump, flaskor och bruna mjölsäckar
  - Häxans förbannelse
  - Körsbärsträdgården
- 2002
  - Maizi
  - Hamlet
- 2001
  - Där världen började
  - Parabol
  - Rövare
  - Jag är ful
  - Naturligtvis (handlar det om kärlek)
- 2000
  - Comeback
  - Stridsspetsen
- 1999
  - Allt Nu
  - Flickan mamman och soporna
  - Nora Sahrnzades drömda liv
  - Fröken Julie
- 1998
  - Landet mitt emot
  - Cow-Girls
  - Elton Johns Glasögon
  - Karl-Einar Häcker L.I.F 1+2 En monolog om kärlek
  - Lycko-Pers Resa
- 1997
  - Transit
- 1996
  - Odysseus
- 1995
  - A Clockwork Orange
  - Ugri-La-Break
  - Spindelkvinnans Kyss
- 1994
  - Söndagspromenaden
  - Bergsprängaren
  - Kröningen
- 1993
  - Boggie Woggie
- 1992
  - Kanelbiten
  - Folkungasagan
  - Nattskratt
  - Den perfekta Kyssen
- 1991
  - Främmande
  - Den Kurdiska Kvinnan
- 1990
  - Brott och straff
  - Kvarnen
  - Ljus mera ljus
  - Happy Hour
- 1989
  - Två gånger Rolf
  - Man får inte tappa kontrollen
  - En natt i februari
  - En Handelsresandes död
  - Körsbärsträdgården
- 1988
  - Skärbrännaren
  - En orgasm till kaffet
  - Till Julia
  - Hemsöborna
  - En salig röra
- 1987
  - Camille
  - Mefisto
- 1986
  - Vysotskij
  - Frusna tillgångar
- 1985
  - Glasmenageriet
  - Slaktningen
  - Misstänkt
  - Lösgodis
  - Räven
- 1984
  - Momo
- 1983
  - Klassfiende
  - Vi betalar inte
  - Antigone
  - Häxkitteln uppställning
  - Sagan om bortbytingen
  - Uppvaknandet
- 1982
  - Tro hopp och kärlek
- 1981
  - Kors i jösse namn
  - En rövaropera
- 1980
  - Det goda landet
  - Cabaret Blåsväder
  - Jorden rör sig
- 1979
  - I lust och nöd
  - Vad tar du dig till människa
- 1978
  - Vi betalar inte

## Teaterchefer
- Niklas Hjulström
- Lars Arrhed
- Staffan Johnsson
- Ulrich Hillebrand
- Lovisa Pihl och Johanna Larsson (nuvarande)